# コ・コ・ロ…
『コ・コ・ロ…』は、アアルより発売されたアダルトゲームシリーズである。近親姦（性的虐待）を扱った作品としては著名なゲーム。シリーズの共通項として、主人公は外見こそ誰もが羨む美貌であるが、（多くはその美貌を原因とした出来事から）精神面で良好な人間関係を構築するに不十分な障害があることが挙げられる。この相反する要素は心をアンバランスにしており、どう解決するかが物語の筋となっている。

## コ・コ・ロ…
1998年12月4日に発売され、2001年3月23日にはVoice版が発売された。だが、近親姦や少年愛など公序良俗に反する部分が多いとして、発売後に販売禁止となり回収された。その後、アアルのソフ倫脱退を経て作中設定を「妹→義妹」に変更し、自主審査で再発売という事態にまで拡大した。主人公には「善人」「いい人」「普通」「悪人」「外道」の全部で5つの性格があり、それぞれの性格でプレイすると主人公の台詞、相手の反応、そしてシナリオが様々に変わっていくようになっている。そのため、各シナリオは短めであるが、何度もプレイできるようになっている。ただし、その弊害として1回や2回のプレイではストーリーを理解することは難しくなっている。

### あらすじ
主人公の久遠寺宗治は父親に襲われて父子姦の関係となり、アナルセックスやフェラチオをするようになったうえ、母親には首輪を付けられて肉棒奴隷にされ、母子姦を強制される。少年は絶世の美形であるが、どうせセックス以外には価値のないクズだと両親に言われ、凄まじい絶望の中を生きていた。
姉は主人公をセックス・スレイヴにする父と母を殺害する。ところが、姉も主人公と姉弟姦を行うなど、狂気的な愛に狂っていた。姉は弟をも殺害するかのような行動をとったため、主人公はとっさに姉を絞め殺すと、妹と共に姉の死体をバラバラに始末した。
その衝撃から主人公は記憶の一部を喪失し、兄妹相姦の関係となっていた妹と暮らし始める。妹の性格は捻じ曲がり、主人公も感情がないセックスを繰り返す。そして学校の女教師、上級生の剣道女、アメリカから来た不良女、妹の親友のメガネ女、後輩の男子とも肉体関係を持っていく。
だが、虚しさの中で荒れ狂うセックスにより、主人公は過去の封印された記憶を思い出すのだった。

### 登場人物
久遠寺宗治（くおんじ そうじ）
身長178 cm、体重65 kg。
本作の主人公。誠清校の剣道部に所属する2年生。美男子な上「クール」と評判で非常にもてるが、物事に関心がなく、感情の起伏も乏しい。セックスすることに自分の存在価値を見出してきた。両親に性的虐待を受けていた。有名な台詞は「穴さえあれば男でも女でもかまわない」。一人称は「ボク」。口癖は「別に……」。
久遠寺明日香（くおんじ あすか）
身長152 cm。体重38 kg。B78 cm、W52 cm、H82 cm。
宗治の妹。進学女子校「桜乃学園」1年生。成績はトップクラス。非常に性格は明るいが実は甘えん坊。自分の友人と兄をHさせ、それを見て興奮するという一風変わった性癖を持っている。アブノーマルでサディスティックな性癖を持つ。一人称は「あたし」、宗治のことは「アニキ」と呼ぶ。笑い方は「きゃはは……」。セックスの相手は兄のみであり、かなりブラコン気味である。
秋葉真結美（あきば まゆみ）
身長148 cm。体重42 kg。B84 cm、W56 cm、H79 cm。
明日香の友人。オタクで眼鏡ッ娘。主人公を慕っているが、彼が晶と歩いているところを見て「お兄様やおいの方だったんですね。素敵です」と言うなど、視点がずれている。純粋すぎるため、宗治に捨てられることで傷つき、彼を責める。一人称は「わたし」。宗治のことは「お兄さん」と呼ぶのが基本。苗字の由来は某電気街の名前から。
瀬名晶（せな あきら）
身長156 cm。体重42 kg。
誠清校の剣道部の後輩で、剣道部の部長である真琴の弟。剣道部には、姉の真琴に無理矢理入部させられた。よく、宗治に視線を向けている。一人称は「ぼく」。宗治のことは「センパイ」と呼ぶ。Hシーンでは多くワイシャツを着用している。このルートでは廃人エンド。苗字は『パラサイト・イヴ』の著者から。
瀬名真琴（せな まこと）
身長165 cm。体重54 kg。B80 cm、W60 cm、H85 cm。
宗治の先輩で、剣道部の部長。段位弐段の実力者で、個人戦で国体出場経験を持つ。風紀委員会所属（宗治の発言より）。ボーイッシュな性格で女生徒に人気がある。宗治にとっては異性を感じない数少ない存在であるため、数少ない話しやすい女性である（宗治が無視できない相手でもあるため）。よく宗治に「もっと元気よくシャンとしろ!」と躾けている。剣道においては国体に出場するほどの実力者であるため、常に朝錬は欠かせない。一人称は「ボク」。宗治のことは「くおん」と呼ぶ。話すときは男言葉で話す。いじめられたり、責められるシーンが多い。
クリスティーヌ・ラッセル
身長175 cm。体重72 kg。B100 cm、W62 cm、H90 cm。
アメリカからの交換留学生。日本に興味があって留学してきたのだが、日本観が屈折している。乱交パーティーにも参加しており、気に入った相手とはアナルセックスをする。一人称は「ミー」。宗治のことは「ソージ」と呼ぶ。
榊原瑞紀（さかきばら みずき）
身長168 cm。体重57 kg。B92 cm、W59 cm、H88 cm。
英語教師で担任。32歳。生徒からは「堅い性格で行き遅れた」と陰口をたたかれているが、実はバツイチ。一人称は「私」。実力は剣道で四段の実力を持ち、剣道部の顧問でもある。実は憂さ晴らしで男を漁るような格好をしていたところに主人公と出会い、口止めを対価に彼の言いなりになってしまう。
久遠寺華澄（くおんじ かすみ）
身長162 cm。体重47 kg。B85 cm、W58 cm、H84 cm。
宗治・明日香の姉。『コ・コ・ロ…』シリーズ全体の主軸となる裏ヒロイン。宗治に殺され、現在は故人。絶世の美貌を持ち、優しい雰囲気を持っている。宗治の夢によく現れ、幽霊になって宗治を呪い殺そうとしている。一人称は「わたし」。宗治を「宗ちゃん」と呼ぶ。

### スタッフ
- 原画：本杉知絵（現・市川小紗）
- シナリオ：美汐優
- 音楽：有限会社クワイア
- 監修：安部三郎

## 関連商品

### コ・コ・ロ…イラスト原画集
- 発売元：コンパス
- サイズ：79 p
- 発行年月：1999年4月

### 小説コ・コ・ロ…
- 発売元：株式会社イーグルパブリッシング
- 原作：アアル
- 著者：沢野翔
- 原画・イラスト：本杉知絵
- 1999年7月1日発売
  - プロローグ 夢魔のはじまり
  - 第一章 妹 明日香
  - 第二章 後輩 晶
  - 第三章 留学生 クリス
  - 第四章 女生徒 真結美
  - 第五章 先輩 真琴
  - 第六章 教師 瑞紀
  - 第七章 絡みつくもの
  - エピローグ 人形のように
  - あとがき

注釈
宗治の両親が死亡した、もしくは宗治を虐待していた原因は薬物中毒によるバッドトリップであることを仄めかす記述がある。
小説のみに登場する人物
山下（やました）
宗治のクラスメート。自称・宗治の友達。真琴同様に積極的に宗治に接する数少ない理解者でもある。コミュニケーション範囲も広く、クリスが留学生としてやってきたときにも積極的あるいは好意的に話した。モブキャラではあるが、クリスと宗治に絡む他のクラスメイトの頓珍漢な質問において説明役を買ったり、クリスの間違った日本概念に辞書を片手に悪戦苦闘しながらも説明をするなど、実質的にはサブキャラの位置に相当する役回りを行う立場である。宗治のことは「久遠寺ぃ」と呼ぶ。宗治の周りには宗治が他者に興味を持たないために安心して近づくタイプとひがんで敵視するタイプが多いが、山下は安心して近づくタイプであり、そのタイプの者達は宗治に憧れる女性たちのおこぼれに与ろうという計算が見えていて、これを宗治は不愉快に思っていた。

### OVA
- 制作：ジャパンホームビデオ株式会社
- 発売元：アリスジャパン
- 2001年12月21日前編発売。2002年6月21日後編発売。

キャスト
- 久遠寺宗治 - 山本茂夫
- 久遠寺明日香 - 田島啓子
- 秋葉真結美 - 横枕圭
- 瀬名真琴 - 高良淳子
- 榊原瑞紀 - 志谷陽子
- 久遠寺華澄 - 林ゆうこ

- 月型潤 - 森山美恵
- 結城恵美 - 多々良由希
- 若林深美 - 不明
- 岩瀬千夏 - 榊原あや
- 男 - 川田三吉

スタッフ
- 監督：寺門保人
- 脚本：むとうやすゆき
- オリジナルキャラクターデザイン：本杉知絵
- キャラクターデザイン・作画監督：吉川真一
- 美術監督：S・スガワラ
- 撮影監督：長岡義孝
- 編集：星川現
- 音楽監督：田島大輔
- 作曲：中沢アキラ
- 録音監督：星村純一
- 制作プロデューサー：杉本新太郎
- 制作：有限会社ケントハウス
- 制作協力：有限会社スタジオキャッツ、遊歩堂

## コ・コ・ロ…II
2000年8月25日に発売。前作の再発売版と同様に自主審査。時系列的には前作の18年後という設定であるが、年齢上の問題から非公開にされている。久遠寺宗治と榊原瑞紀の間に生まれた子が主人公。近親姦に関する話はなりを潜めた形ではあるが、男同士の3Pの描写などショタネタは激しさを増した。義理ながら母娘丼のネタもある。2002年10月25日にVoice版が発売された。

### あらすじ (II)
久遠寺昴は美貌、学業成績、運動神経、家柄と全てにおいて傑出していた。父は会社の社長で、不器用ながらいつも家族を優しく見守っており、母は優しく昴を包み込んでいた。しかし最近、昴はどこか既視感を覚える、不思議な美しい女性の出てくる夢を見ていた。その夢が、次第に昴と周囲を狂わせていく。

### 登場人物 (II)
久遠寺昴（くおんじ すばる）
身長178 cm、体重72 kg。
誠清校2年生。頭脳明晰で学年でトップ成績を誇る。運動神経抜群で、所属する剣道部ではエースで部長を務めている。当然学校全体で憧れの的となっている。名前は星団の昴から。最近夢を見る。
結城千鶴（ゆうき ちづる）
身長158 cm、体重41 kg、B67 cm、W46 cm、H72 cm。
母親は結城明日香。私生児扱いのため父親は不明。きつい三つ編みの髪をほどくと軽くウェイヴがかかっている。眼鏡の下は絶世の美少女。結城姓は明日香の母の旧姓。無口で無愛想のため、冷たい人間だと思われてしまわれがち。しかし実際には口下手で相手に気遣って上手く言葉を出せないだけで、本当は人を気遣える優しい少女。
早乙女沙弥香（さおとめ さやか）
身長157 cm、体重44 kg、B86 cm、W52 cm、H78 cm。
自称メイド。久遠寺華澄の転生した姿。そのため、1年前偶然出会った瑞紀を突き飛ばして怪我を負わせ、ホームヘルパーになる。現在は久遠寺に週に二度やってきてホームヘルパーで働く。昴に対する想いは並々ならぬものがあるが、常軌を逸してしまうことが多々ある。
藤咲雅（ふじさき みやび）
身長161 cm、体重48 kg、B70 cm、W48 cm、H73 cm。
剣道部所属。ボク少女。昴の一つ年上の同級生で、同じ剣道部に所属している。賑やかで生意気。春菜とは中学時代からの親友。よく智をからかう。
伊集院春菜（いじゅういん はるな）
身長165 cm、体重48 kg、B78 cm、W52 cm、H82 cm。
剣道部所属。勘と運が良いが恋愛には鈍い。昴の先輩で、同じ剣道部に所属している。名家のお嬢様。雅とは、中学時代からの親友同士。
朝霧美琴（あさぎり みこと）
身長158 cm、体重42 kg、B87 cm、W50 cm、H80 cm。
剣道部所属。料理の腕が良い。昴の剣道部の後輩。努力家ではあるものの、なかなか実を結ばない。馨の同級生。
若菜智（わかな さとし）
身長154 cm、体重45 kg。
剣道部所属。「トモ」と呼ばれているが、「さとし」だと言い張っている。男性にもかかわらず、沙弥香と同じくらい人気がある。体育会系の性格で礼儀正しい。両親は亡くなっており、現在は馨の家に暮らしている。警察官だった父の影響からか、正義感が強い。
城乃内馨（じょうのうち かおる）
身長152 cm、体重38 kg。
剣道部所属。名前は鈴木光司の『ループ』の主人公から。昴の剣道部の後輩。気が弱く、引っ込み思案。兄弟同然に育てられた智に対し、兄以上の恋慕感を抱いている。
綾坂陽咲（あやさか ひさき）
身長164 cm、体重48 kg、B85 cm、W52 cm、H90 cm。
昴のクラス担任。数学教師。35歳。離婚歴のある公務員の夫と、義理の娘がいる。恭華とは学生時代からのつきあいであり、現在でも時折一緒に飲みに行くほど仲が良い。教師でありながら教え子の昴に惹かれていることに、罪悪感を覚えている。
碓氷恭華（うすい きょうか）
身長172 cm、体重59 kg、B120 cm、W56 cm、H90 cm。
ヘビースモーカー。昴のクラス副担任。保健教師。33歳。独身。自称「不良・公務員」。教師という割に色気を全開に放ち続けている。男子女子問わず人気がある。
真柴翼（ましば つばさ）
身長166 cm、体重54 kg、B78 cm、W54 cm、H78 cm。
昴のクラスメイトで、陸上部に所属するボーイッシュな少女。一人称は「オレ」。恋愛に関しては興味がない。進学前は東京の方にいたが、それに関しては詳しく話したがらない。
綾坂萌結（あやさか もゆ）
身長142 cm、体重33 kg、B72 cm、W52 cm、H72 cm。
綾坂陽咲の義理の娘。香月学院に通っている。オタク。ロリな感じ。
藤咲寿（ふじさき ひさし）
身長180 cm、体重68 kg。
雅の双子の弟。すぐに人をバタフライナイフで刺すことから「バタフライの寿」と呼ばれる地元最強チーマーのリーダー。不良では一番かっこいいのにもかかわらず、性格は一番陰湿。実は昴とは同じ中学出身で剣道部に所属し、国体に出場するほどの実力者だったが、昴に負けて屈辱を味わわされた。その経緯があって、憂さ晴らしに暴力を振るうようになり、現在に至る。
薬師寺龍二（やくしじ りゅうじ）
身長190 cm、体重100 kg。
寿のチームのNo. 2で特攻隊長。異常出力に改造したスタンガンを使うため、「雷龍」と呼ばれている。柔道体系だが、先述のスタンガンを使用してから袋叩きにするという、たちの悪さを見せる。在学中、分数の計算ができず教師・生徒からバカにされたため、教師に暴力を振るって退学となり、現在に至る。寿とは対照的に好きで暴力を楽しんでいる。アナルセックス好き。作中およびシリーズの中では最も高身長である。
桑原登（くわばら のぼる）
身長162 cm、体重48 kg。
寿のチームのパシリ。存在感がない。女を輪姦するときも、いつも後回し。ただのチンピラ。実は寿や龍二より1歳年上だが、登自身が弱いために彼らには敬語を使っている。昴を刺して返り討ちに遭うだけと出番も少なく、作中ではある意味悲惨な運命に遭うキャラクターともいえる。また、寿や龍二には不良になった経緯が明かされているのに対し、登自身はどういう経緯で不良になったのかは不明。
久遠寺宗治（くおんじ そうじ）
会社社長。昴の父。誰よりも家族を大事にしている。
本作ではグラフィックや台詞は一切無く、テキストで触れられるのみ。
久遠寺瑞紀（くおんじ みずき）
身長168 cm、体重58 kg、B92 cm、W60 cm、H89 cm。
昴の母。50歳だが、それを感じさせないほど若々しい。
結城明日香（ゆうき あすか）
昴の叔母で千鶴の母。久遠寺宗治の妹で会社副社長。「兄妹で社長・副社長では不都合がある」と考え、母の旧姓を名乗っている。
宗治と同じくグラフィックや台詞は一切無く、テキストで触れられるのみ。

### スタッフ (II)
- 企画・シナリオ・絵コンテ：美汐優
- キャラクターデザイン・原画：影崎夕那
- 音楽・効果音：有限会社クワイア
- 監修：安部 三郎

### 関連商品
漫画版
2000年10月〜2001年3月連載。2006年の夏、漫画も執筆していた影崎夕那の手によって、同人誌の形でまとめられる。

## コ・コ・ロ…0
2003年11月28日製作告知。2004年5月28日に発売。性描写でしか語れない究極の愛を本作でも全面に押し出している。自主審査ではなくメディア倫理協会の審査を通している。ゲイ的なイメージはさらに強まっている。少々無理のある設定もあるが、それなりに道理を通している。

### あらすじ (0)
見る者を男も女も狂わせる美貌を持つ主人公の麻生綜司は、天涯孤独の身。その美貌のせいで争いが起こり、親戚縁者の間を転々とする生活が続く。綜司は何もかもが嫌になり、飲まず食わずで街をさまよい、行き倒れかけていた。そこを名家のお嬢様である久遠寺華澄に介抱されて彼女の家に引き取られ、幸せな生活を送ろうとするが、再び醜い争いは始まる。

### 登場人物 (0)
麻生綜司（あそう そうし）
身長178 cm、体重65 kg。
生き倒れていたところを華澄に救われる。絶世の美形であるが、それゆえに常に不幸な目に遭う。
久遠寺華澄（くおんじ かすみ）
声 - ありす
身長162 cm、体重47 kg。B 85 cm、W 58 cm、H 84 cm
シリーズの影の主人公。綜司に対して狂気的な偏愛を注いでいる。桜乃学園の優等生。妊娠オチもある。
久遠寺源三郎（くおんじ げんざぶろう）
身長183 cm、体重94 kg。
会社社長だが、瑠璃の尻に敷かれている。多忙のため、家にはほとんど居ない。一人称は「私」、綜司のことは「綜司」と呼ぶ。綜司とアナルセックスをしている。
久遠寺瑠璃（くおんじ るり）
声 - 鈴美巴
168 cm、63 kg。B 101 cm、W 63 cm、H 90 cm。
一人称は「私」、綜司のことは「ソウ」、源三郎のことは「ゲン」、純のことは「ちあき」と呼ぶ。Hシーンはトップの44シーン。その激しさはものすごく、クンニ強要、飲尿強要、手コキ、ペニスバンドフェラ強要、パイズリ、純を交えた3P、ペニスバンドファック、縄縛り、女王様プレイと何でもありである。
千秋純（ちぎら じゅん）
声 - 笠原准
157 cm、44 kg。
久遠寺家の居候。「千秋」は「ちぎら」と読む。一人称は「おれ」。綜司のことは初めは「綜司さん」と呼んでいたが、後に「綜さん」と呼ぶようになる。
真咲亮（まさき りょう）
声 - AOI
身長162 cm、体重53 kg。B92 cm、W60 cm、H83 cm。
誠清校の女教師で、綜司の担任。担当は物理で、天文部の顧問をしている。
天宮一葉（あまみや かずは）
声 - 保波凛
身長164 cm、体重48 kg。B78 cm、W49 cm、H76 cm。
天文部部長。財閥天宮家の一人娘で箱入り娘。
桜樹由衣（さくらぎ ゆい）
声 - 木村あやか
身長148 cm、体重39 kg。B78 cm、W56 cm、H82 cm。
夢見がちな女の子。バイブルは少女漫画。
森野みちる（もりの みちる）
声 - 天野みずき
身長158 cm、体重47 kg。B84 cm、W54 cm、H83 cm
剣道部部長。性格は明るく気さく。ボーイッシュだが「男っぽい」と言われると、凄く怒る。
七瀬亜由美（ななせ あゆみ）
声 - 保波凛
身長150 cm。体重42 kg。
剣道部三人娘。活発な性格で、生意気な面もある。要するに姉御肌。
社薫子（やしろ かおるこ）
声 - 萌木唯
身長154 cm、体重47 kg。
剣道部三人娘。おっとりとしており、ゲイにもビアンにも寛容。実家で巫女のアルバイトをしている。
野上佐枝（のがみ さえ）
声 - 乃嶋架菜
身長166 cm、体重46 kg。
剣道部三人娘。ハキハキしていて活発的な女の子。薫子とは保育園からの腐れ縁。
富士伊織（ふじ いおり）
声 - 伊藤瞳子
身長152 cm、体重42 kg。
気が弱くいつもモジモジしていて、「NOと言えない」性格。
甲斐谷百合花（かいたに ゆりか）
声 - 鳩野比奈
身長156 cm、体重43 kg。B84 cm、W57 cm、H82 cm。
転校生で、綜司の過去を知る唯一の人物。そのため、綜司に対して激しい憎悪を抱いている。天文が好きで、よく空を眺めている。
結城明日美（ゆうき あすみ）
声 - あおいひとみ
身長162 cm、体重43 kg。B73 cm、W52 cm、H76 cm。
桜乃学園3年。1つ年上。一人称は「あたし」、綜司のことは「綜クン」と呼ぶ。
姿や声が似ている、誕生日が同じなど、華澄との関係が匂わされている。
榊原瑞紀（さかきばら みずき）
声 - 乃嶋架菜
身長152 cm、体重43 kg。B80 cm、W51 cm、H82 cm。
綜司の中学時代の後輩。綜司の美貌に影響を受けない、数少ない人である。

### スタッフ (0)
- 企画・シナリオ・絵コンテ・スクリプト：美汐優
- キャラクターデザイン・原画・CG：神宮寺りお
- 監修：安部三郎

## 評価
『コ・コ・ロ…II』はBugBugのイチオシ!BUG'Sレビューでは主人公が文武両道容姿端麗で周りを美少女が囲む点は前作と同じだが大きく違うのは両親が健在でメイドがいる一家に住み、前作の妹と暮らしてスリリングで精神状態の強烈な危うさのような強烈なインスパイアがあったところに『コ・コ・ロ』のすべてがあったように感じていたためそこは気落ちするが、システムは前作同様選択肢選んで性格の善悪中間で変化させるため既存のプレイヤーには問題なくうまく理解すればエッチシーンだけでなく全エンディングに到達することも容易なはずでありいずれかの性格ではないと道は閉ざされることが重要、前作であった虐待の記憶がフラッシュバックされるシーンのように毎夜誰か女性と性行為するシーンが描かれているのは少し驚き、ジキルとハイドのような全く違う性格に変化するのも楽しみの一つだが感情移入できるかより状況を前作よりも楽しみにくいが前作をプレイ済みなら本作は勧められるし変わらず性的な度合いは結構高いため使える回数はずっと上がっていてその点で満足できない人は困り者だとした。